# Быков, Александр Николаевич (профессор)
Алекса́ндр Никола́евич Бы́ков (1860—1919) — русский профессор, специалист по фабричному законодательству, политический деятель.

## Биография
Родился 17 февраля 1860 года. В 1883 году окончил курс Петербургского технологического института.
Служил по фабричной инспекции: в Москве (1889—1893), Смоленске (1894), Харькове (с 1900) и Риге. С 1906 года состоял при отделе промышленности министерства торговли. С 1892 года публиковал в «Русских Ведомостях», «Русской Мысли» и других изданиях (за подписью «Ф. Павлов», «Северянин» и др.) очерки, посвященные рабочему быту и фабричному законодательству, а также статьи по экономическим вопросам.
С 1908 года читал в Петербургском политехническом институте и других учебных заведениях лекции по фабричному законодательству, напечатанные также отдельной книгой: «Фабричное законодательство и развитие его в России» (СПб., 1909).
Состоял товарищем председателя «постоянной комиссии по техническому образованию» при Императорском Русском Техническом обществе и являлся фактическим редактором издаваемого комиссией журнала «Техническое и коммерческое образование».
Был сторонником законодательной защиты рабочих от произвола хозяев. Выступал за активную борьбу рабочих в защиту своих прав, но эта борьба виделась ему преимущественно в правовых рамках: через легальные экономические забастовки, бойкоты, лебель. А. Н. Быков был сторонником свободы рабочих ассоциаций. Он одним из первых в отечественной науке дал научное определение понятию «рабочий». Большое внимание в его исследованиях отводилось истории правового регулирования трудовых отношений в России, активной критике патерналистской государственной политики по отношению к рабочим.
Был членом Санкт-Петербургской городской управы. Состоял в конституционно-демократической партии.
В годы Первой мировой войны был членом Совета по делам страхования, работал в Центральном военно-промышленном комитете.
Февральскую революцию Быков приветствовал, стал представителем ЦВПК в Особом комитете Министерства труда Временного правительства. По его поручению Быков разработал проект Закона о распределении рабочего времени. Его объяснительная записка к проекту представляла довольно обширный научный труд. Он предлагал декретировать восьмичасовой рабочий день, жестко регламентировать сверхурочную работу. Но если до февраля 1917 г. он казался чиновником «слишком левым», то теперь представители профсоюзов и социалистических партий обвинили его в консерватизме. Принимал активное участие в подготовке и других законопроектов по труду Временного правительства.
Осенью 1919 года генерал Юденич поручил петроградскому отделению «Национального центра» сформировать правительство, которое в случае вступления его войск в город могло бы сразу приступить к управлению. Главою правительства намечался профессор Технологического института кадет А. Н. Быков.
В ноябре 1919 года арестован и расстрелян ВЧК.

## Семья
- Жена — Александра Федоровна Проскурякова (род. 1863.)
- Дочь — Татьяна Александровна (1896—1975) библиограф, книговед, переводчица в ПБ 1930—1973 Ленинград.

- Внучка Юлия.

- Дочь Елизавета.

## Сочинения
- Как обеспечить воскресный отдых фабричным рабочим? — СПб., 1896
- За десять лет практики : (Отрывки воспоминаний, впечатлений и наблюдений из фабричной жизни). 1-е изд. — М.: издательство «С. Дороватовского и А. Чарушникова», 1901. — 174 с. — 4200 экз.
- Германское страхование и другие способы обеспечения рабочих. — Ростов на Дону : Н. Парамонов «Дон. речь», [1905].
- Фабричное законодательство и развитие его в России. — Санкт-Петербург: тип. «Правда», 1909.
- Промышленный травматизм, его размеры, значение и возможность борьбы с ним. — Санкт-Петербург: тип. П. П. Сойкина, 1913.
- Страхование рабочих как фактор промышленности и русские страховые законы. — Санкт-Петербург: тип. т-ва «Обществ. польза», 1913.
- Война и таможенное покровительство : (Беглые заметки о нашем протекционизме, «германском засилье» и будущем тарифе). — Харьков: тип. «Утро» А. А. Жмудского, 1915.
- Отчет члена Городской управы А. Н. Быкова по командировке в Стокгольм и Мальме в июле месяце 1914 г.